# Hans Christ (Schriftsteller, 1958)
Hans Christ (* 10. August 1958 in Wien) ist österreichischer Tierarzt und Autor.

## Leben
Christ wuchs im 19. Bezirk Döbling auf und besuchte das Bundesgymnasium XIX, wo er im Jahr 1977 maturierte. Den Wehrdienst leistete er als Einjährig-Freiwilliger ab. Das Studium der Veterinärmedizin begann er im Jahr 1978 und beendete es mit dem Tierärztediplom im Jahr 1987. Das Doktoratsstudium mündete in die Promotion zum Dr. med. vet. im Jahr 1992. Nach Tätigkeiten an der Besamungsanstalt in Gleisdorf in der Steiermark und als Geflügeltierarzt im Geflügellabor Glatzl, wechselte er 1990 in eine Gemeinschaftspraxis in Schwarzach im Pongau. Seit 2000 betreibt er eine Einzelpraxis in Bad Hofgastein. Christ ist verheiratet und passionierter Pfeifenraucher. Seit 1. September 2023 ist er in Pension.

## Werke
- Mit der Kuh auf du … Heitere Episoden aus dem Leben eines Landtierarztes. Sammler, Graz 2004, ISBN 3-85365-204-2.
- Die Pfoten hoch! Weitere Episoden aus dem Leben eines Landtierarztes. Sammler, Graz 2006, ISBN 3-85365-220-4.
- Da lachen die Hühner! Weitere Episoden aus dem Leben eines Landtierarztes. Sammler, Graz 2008, ISBN 978-3-85365-233-6.
- Der Apfel fällt nicht weit vom Pferd. Weitere Episoden aus dem Leben eines Landtierarztes. Sammler, Graz 2012, ISBN 978-3-85365-252-7.
- Sterben auf eigene Gefahr und andere Wiener Momente. Bibliothek der Provinz, Weitra [2015], ISBN 978-3-99028-488-9.
- Wean, siass-schoaff. Gedichte. Bibliothek der Provinz, Weitra 2015, ISBN 978-3-99028-488-9.
- Mörderkirtag. Dorfkrimi.  Federfrei, Marchtrenk 2015, ISBN 978-3-902784-64-3.
- Sonnwendfeuer. Kriminalroman. Federfrei, Marchtrenk 2017, ISBN 978-3-903092-89-1.
- Reichlich belämmert. Neue heitere Episoden aus dem Leben eines Landtierarztes. Sammler, Graz 2018, ISBN 978-3-85365-295-4.
- Der handcolorierte Guckkasten, ein  Bilderbuch aus Texten, Verlag der Provinz, Weitra 2019, ISBN 978-3-99028-790-3.
- Schwein  gehabt, heitere Tierarztgeschichten, Sammler, Graz 2020, ISBN 978-3-85365-306-7.
- Mordszirkus, Dorfkrimi. Federfrei, 2021, ISBN 978-3-99074-092-7.
- Mordsglück, Dorfkrimi, Federfrei, 2022, ISBN 978-3-99074-209-9
- Tiere sind auch nur Menschen, heitere Tierarztgeschichten, Sammler, Graz, 2023, ISBN 978-3-85365-342-5